# NGC 1941
NGC 1941 (również ESO 085-EN079) – mgławica emisyjna, znajdująca się w gwiazdozbiorze Złotej Ryby. Należy do Wielkiego Obłoku Magellana. Odkrył ją John Herschel 20 grudnia 1835 roku.